# Guanabara (sobrenome)
O sobrenome Guanabara tem sua origem da onomástica da língua tupi-guarani guaná-pará, e significa "o seio-mar".

## Guanabaras notórios
- Alcindo Guanabara: jornalista e político brasileiro.